# Баркаускас, Антанас Стасевич
Антанас Стасевич Баркаускас (7 [20] января 1917, дер. Папарчяй, Ковенская губерния — 17 октября 2008, Вильнюс) — советский государственный и партийный деятель, Председатель Верховного Совета Литовской ССР (1961—75 гг.), Председатель Президиума Верховного Совета Литовской ССР (1975—85 гг.), заместитель Председателя Президиума Верховного Совета СССР (1976—85).

## Биография
Член КПСС с 1942. Окончил ВПШ при ЦК ВКП(б) в 1950 г. и АОН при ЦК КПСС в 1959 г. Кандидат экономических наук.
В 1942—1944 гг. служил в 224-м артиллерийском полку 16-й стрелковой дивизии Красной Армии участник Великой Отечественной войны.
С 1944 г. на советской и партийной работе.
В 1950—1953 гг. секретарь Вильнюсского, Каунасского обкомов КП(б) Литвы,
в 1953—1959 гг. заведующий кафедрой Каунасского политехнического института,
в 1959—1961 гг. заведующий отделом ЦК КП Литвы,
в 1961—1975 гг. секретарь ЦК КП Литвы,
в 1963—1975 гг. Председатель Верховного Совета Литовской ССР,
в 1975—1985 гг. Председатель Президиума Верховного Совета Литовской ССР,
в 1976—1985 гг. заместитель Председателя Президиума Верховного Совета СССР.
Член Центральной ревизионной комиссии КПСС (1976—1981). Кандидат в члены ЦК КПСС (1981—1986).
Депутат Совета Союза Верховного Совета СССР 9 — 11 созывов от Литовской ССР.
С ноября 1985 года — персональный пенсионер союзного значения.

## Государственные награды
Награждён орденом Ленина, орденом Октябрьской Революции, Отечественной войны II степени, 3 другими орденами, а также медалями.